# Ель Корпус
Ель Корпус — муніципалітет у гондураському департаменті Чолутека . 
Іспанці заснували Ель Корпус поряд з шахтою під назвою Клаво Ріко в 1585 році. Ель Корпус став муніципалітетом 27 липня 1827 року 

## Демографічні показники
За переписом 2013 року 75% населення працює в сільському господарстві. Тридцять чотири відсотки використовують якийсь тип приватної системи водопостачання, а 46% використовують масляні лампи для освітлення. Дев’яносто п’ять відсотків використовують дрова для приготування їжі. Шістдесят два відсотки мають базову освіту, а 5% будинків мають хоча б одну машину. 
| Рік               | Населення | %+   | %+ щорічно |
| ----------------- | --------- | ---- | ---------- |
| 1887 рік          | 2511      |      |            |
| 1901 рік          | 4662      | 86.7 | 6.1        |
| 1905 рік          | 4718      | 1.2  | 0.3        |
| 1910 рік          | 4630      | -1.9 | -0,4       |
| 1916 рік          | 5447      | 17.6 | 3          |
| 1926 рік          | 6,234     | 14.4 | 1.5        |
| 1930 рік          | 7 478     | 20.0 | 5          |
| 1935 рік          | 8 078     | 8.0  | 1.6        |
| 1940 рік          | 9 899     | 22.5 | 4.5        |
| 1945 рік          | 10 773    | 8.8  | 1.8        |
| 1950 рік          | 11,302    | 4.9  | 1          |
| 1961 рік          | 14 328    | 26.8 | 2.4        |
| 1974 рік          | 15 238    | 6.4  | 0,5        |
| 1988 рік          | 20 115    | 32.0 | 2.3        |
| 2001 рік          | 21 856    | 8.7  | 0,7        |
| 2013 рік          | 24 646    | 12.8 | 1.1        |
| 2018 (приблизно ) | 25 845    | 4.9  | 1          |

## Місцезнаходження
Муніципалітет розташований на схід від департаменту Чолутека.

## Села
До муніципалітету належать 17 сіл:
- Ель Корпус (муніципальний голова)
- Агуа Фріа
- Калері
- Каяніні
- Ель Балдокін
- Ель-Банкіто
- Ель Деспобладо
- Ель-Наранхал
- Ель Педрегаль
- Ель-Сапотал
- Ла-Альбаррада
- Ла Фортуна
- Ла Галера
- Сан-Ісідро
- Сан-Хуан Абахо
- Сан-Хуан Арріба
- Сан Іуда